# Несауалькойотль (місто)
Несауалько́йотль (ісп. Nezahualcóyotl) — місто та муніципалітет в Мексиці, належить до штату Мехіко і є частиною агломерації міста Мехіко. Населення — 1 109 363 осіб. Місто назване на честь Несауалькойотля — давнього правителя міста Тескоко. Місто побудовано на дні осушеного озера Тескоко.

## Історія
В 1960-х роках з'явилась ідея виділення нового муніципалітету із території муніципалітету Чімальуакан. В цей час район мав населення порядку 80000 чоловік. 3 квітня 1963 року законодавчі збори штату Мехіко ухвалюють рішення про утворення нового муніципалітету — Несауалькойотль. Протягом 1980-х місто дуже швидко розвивалось і на початку 1990-х був заснований Технологічний університет Несауалькойотля. В 1995 році, населення міста досягнуло одного мільйона осіб.

## Економіка
Місто є спальним районом Мехіко, тому економіка міста зосереджена, в основному, у сфері торгівлі, обслуговування та освіти.